# Jack Metzger

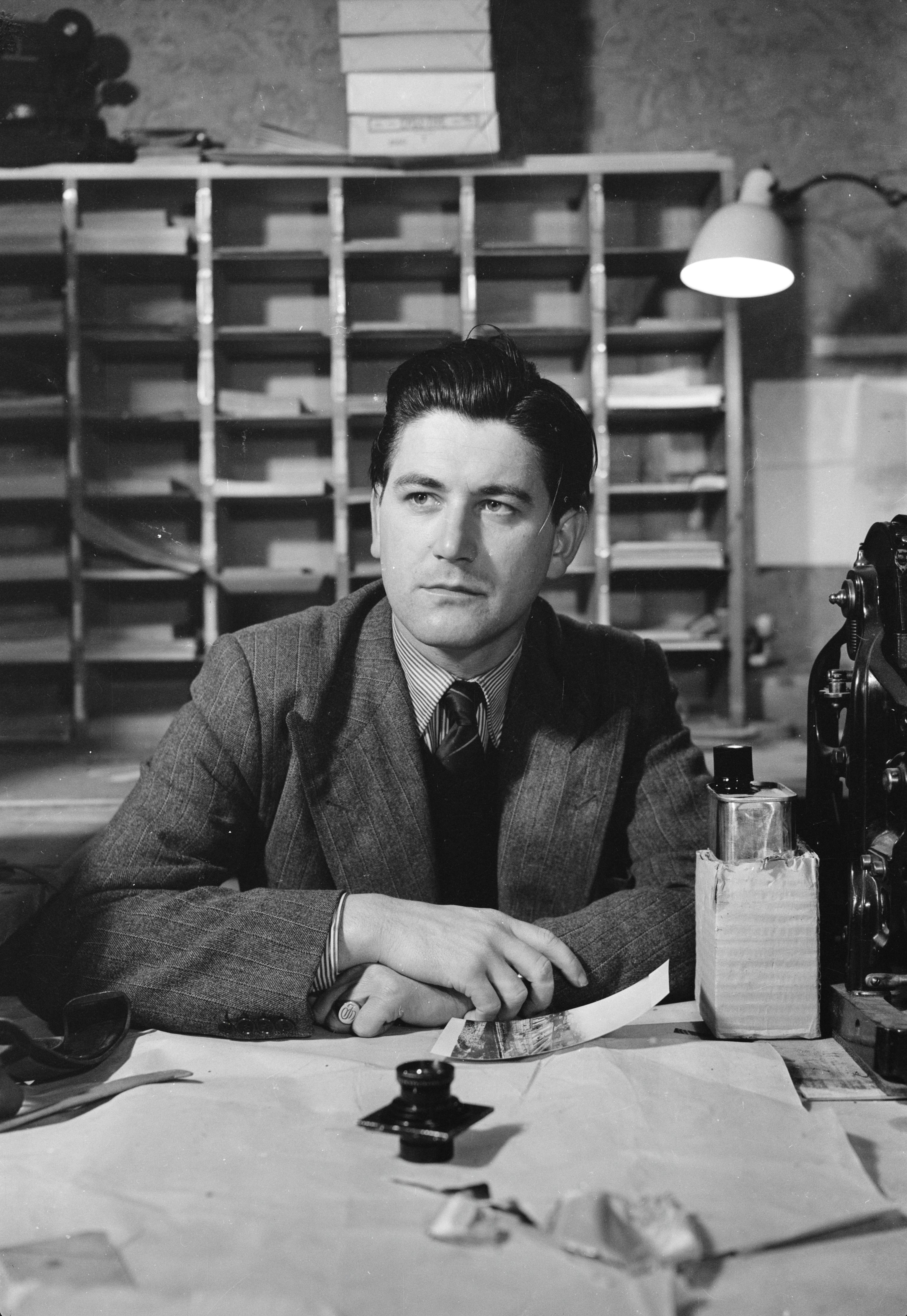
Jack Metzger, circa 1952

Jack Metzger (geboren am 7. Oktober 1918 in Luzern; gestorben am 18. August 1999) war ein Schweizer Fotograf. Zusammen mit Björn Erik Lindroos und Hans Gerber gründete er 1952 die Bildagentur Comet Photo AG.

## Leben
Jack Metzger absolvierte bei Conzett & Huber in Zürich eine Lehre als Reproduktionsfotograf. Ab 1944 fotografierte er für den Bilderdienst der Agentur ATP. Er war Gründungsmitglied des 1948 ins Leben gerufenen Schweizerischen Pressephotographen Verbandes, heute Schweizer Pressefotograf*innen und Videojournalist*innen (SPV). 1952 gründete er gemeinsam mit Björn Eric Lindroos und Hans Gerber die Bildagentur Comet Photo AG in Zürich. Seine Reportagebilder und Porträts wurden unter anderem in den Zeitschriften Sie und Er, der Schweizer Illustrierten, dem Tages-Anzeiger und der Schweizer Familie publiziert. Mehrere Schweizer Fotografen wie Livio Piatti, Susana Bruell-Küng und Thomas Burla arbeiteten bei ihm während ihrer Ausbildung als Volontäre. Metzger realisierte auch Reportagen im Ausland. Bekannt wurde er insbesondere mit seiner Bildreportage des Ungarnaufstandes von 1956.

## Fotografien (Auswahl)

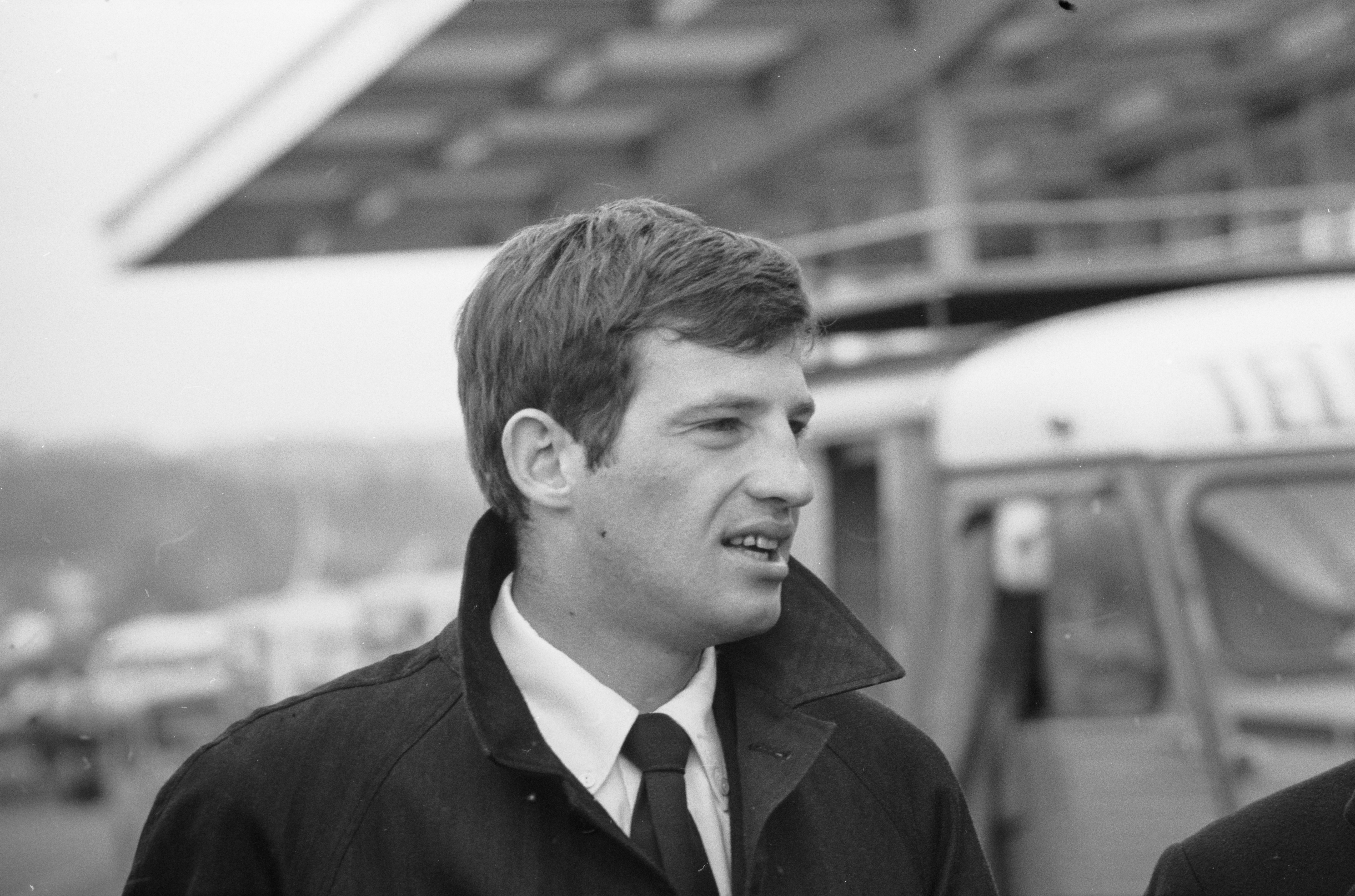
Jean-Paul Belmondo anlässlich der Galavorführung des Films Cartouche in Zürich, 1962
Eugène Ionesco, 1966
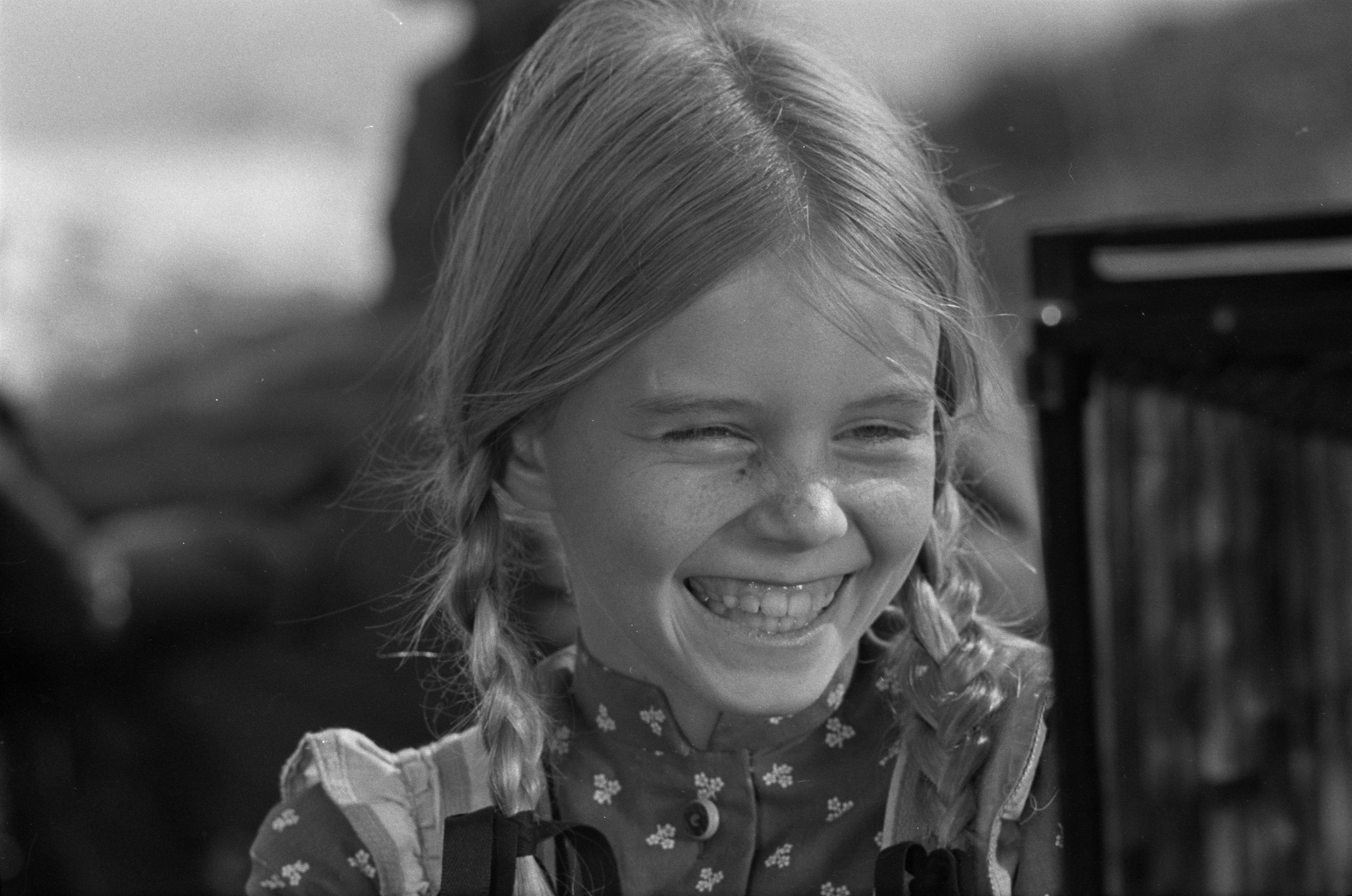
Jennifer Edwards bei den Dreharbeiten von Heidi kehrt heim, 1967
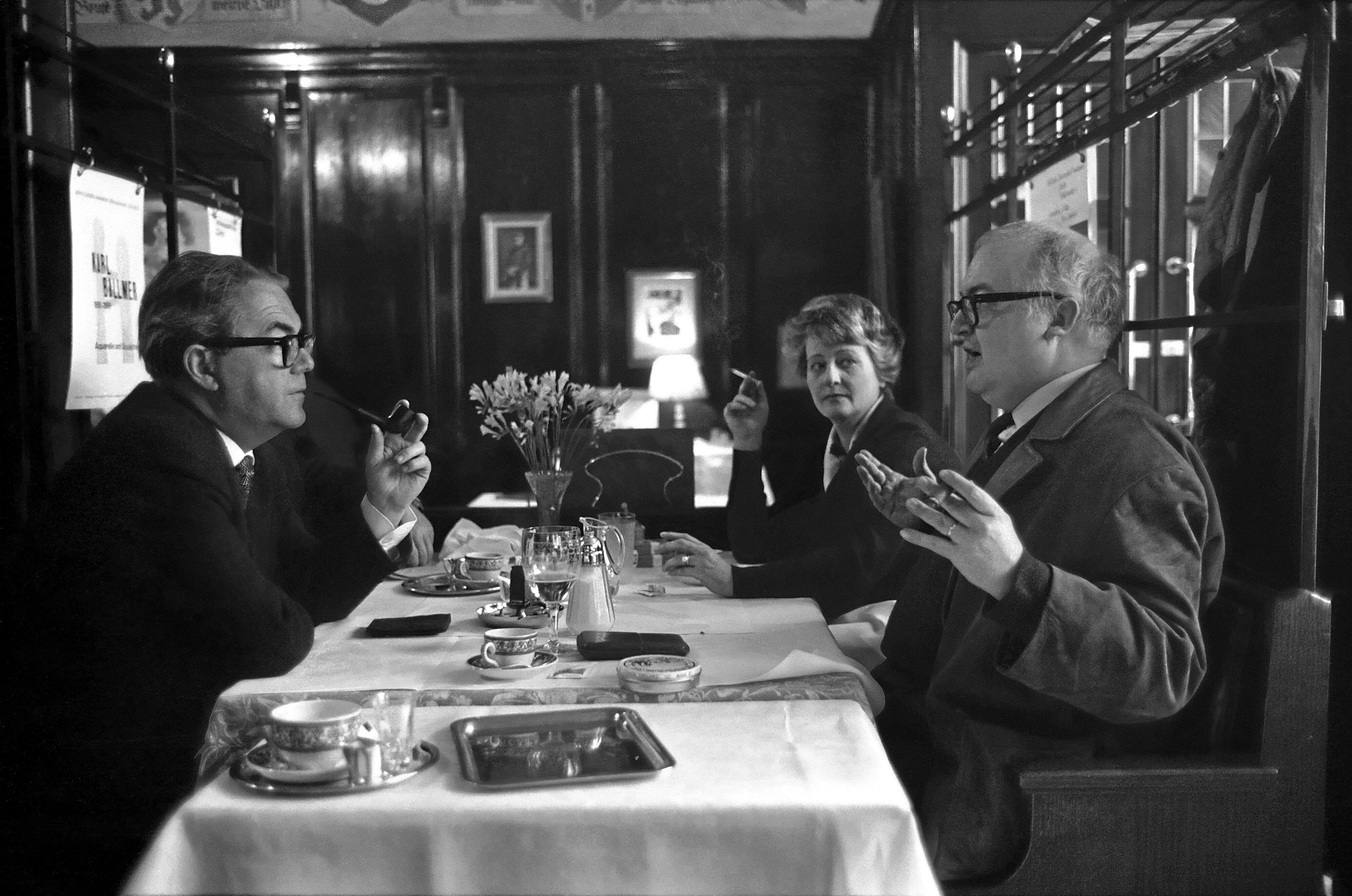
Max Frisch, Friedrich Dürrenmatt und seine Frau Lotti Dürrenmatt-Geissler in der Kronenhalle in Zürich, 1963

Paul Burkhard, 1950er Jahre
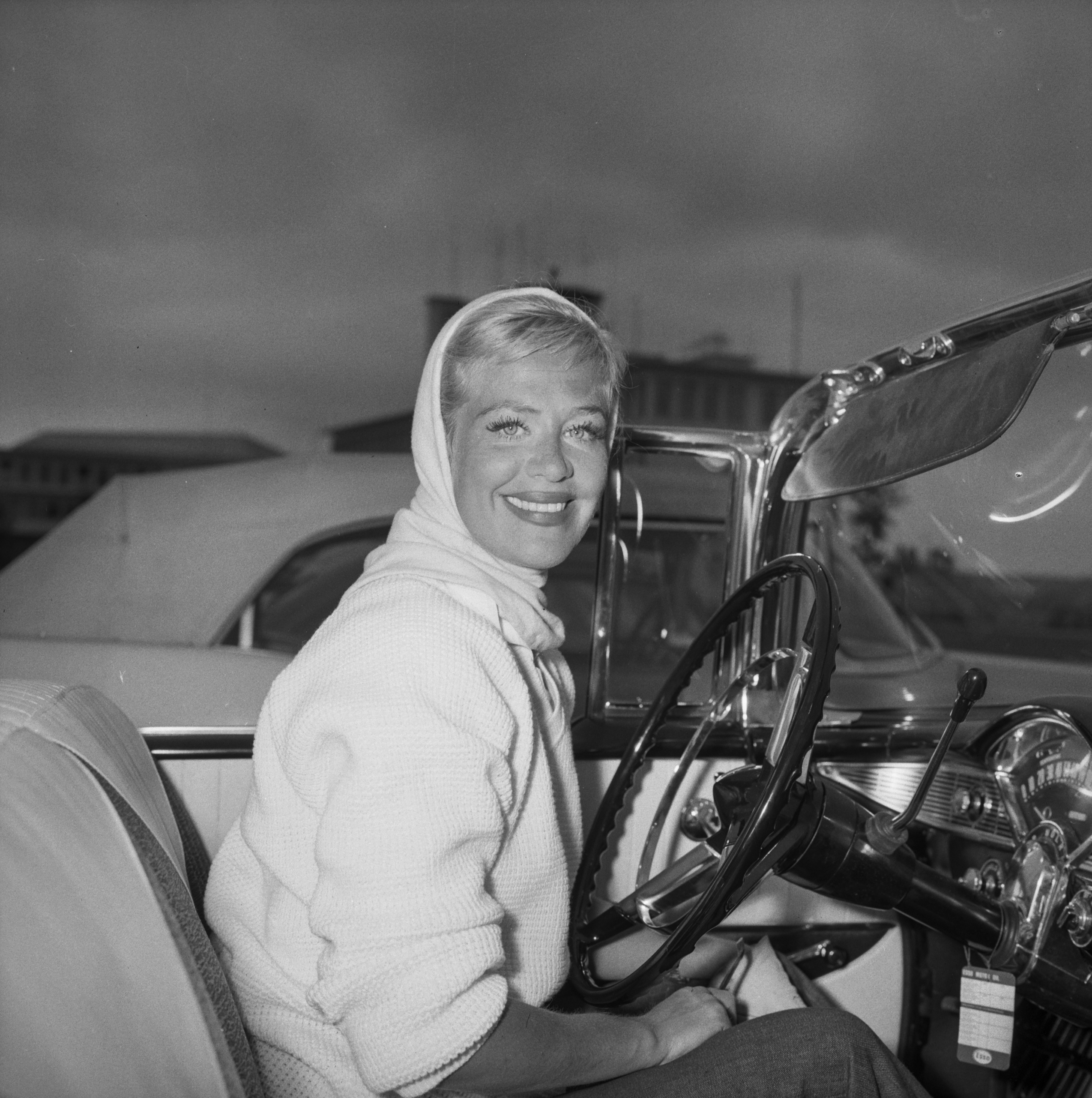
Hildegard Knef am Flughafen Zürich-Kloten, 1956
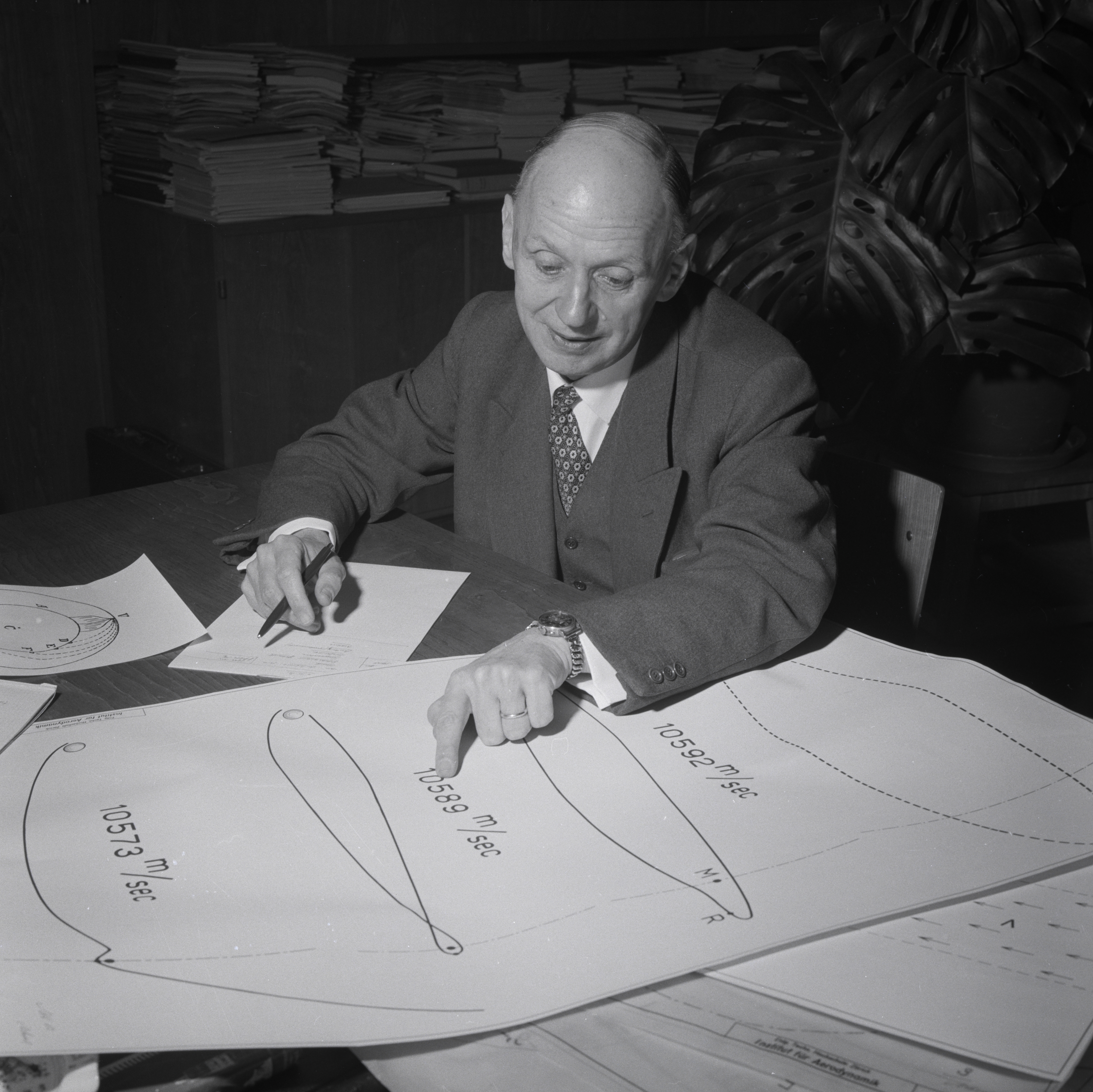
Jakob Ackeret, 1957
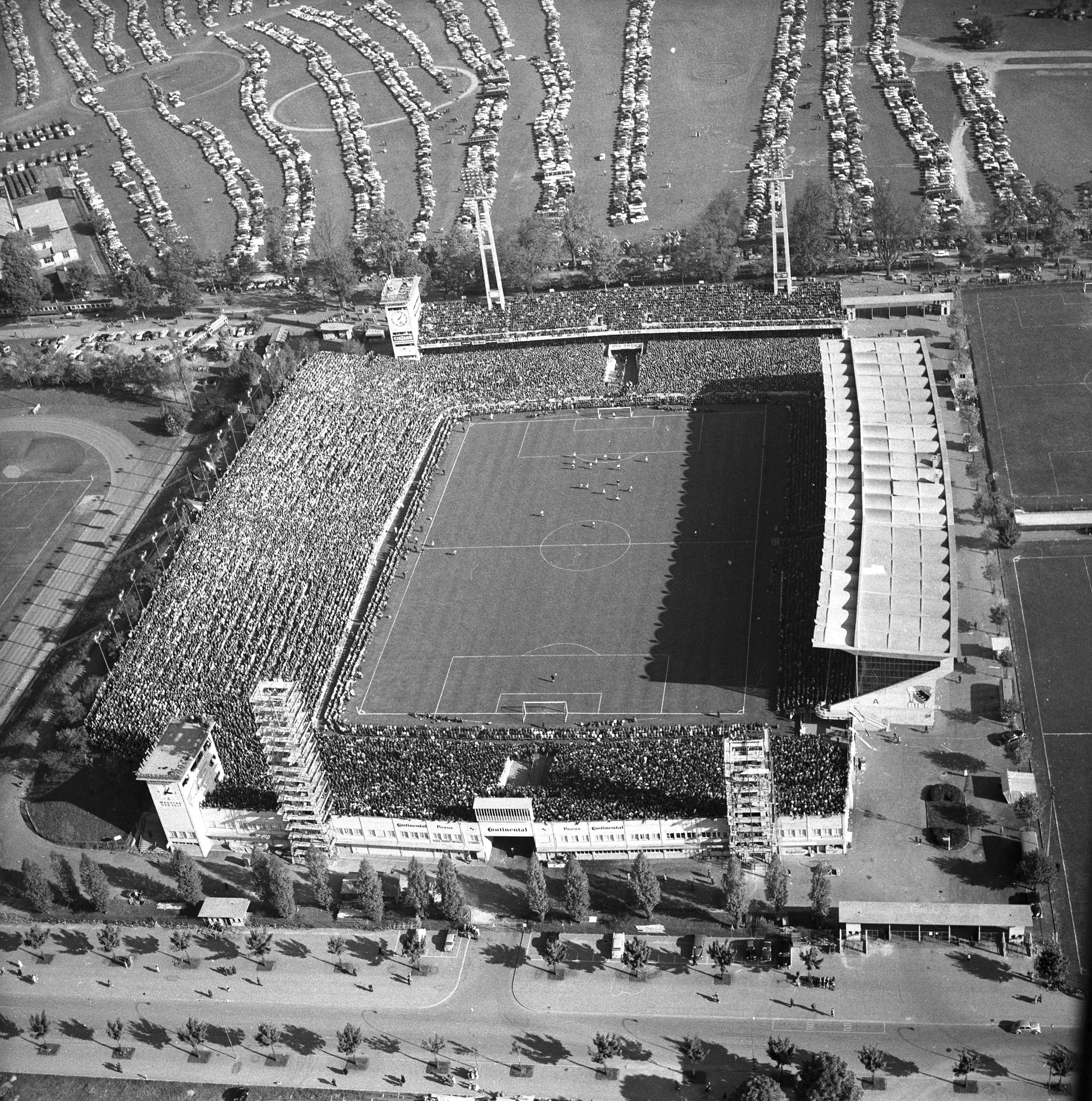
Stadion Wankdorf, 1959
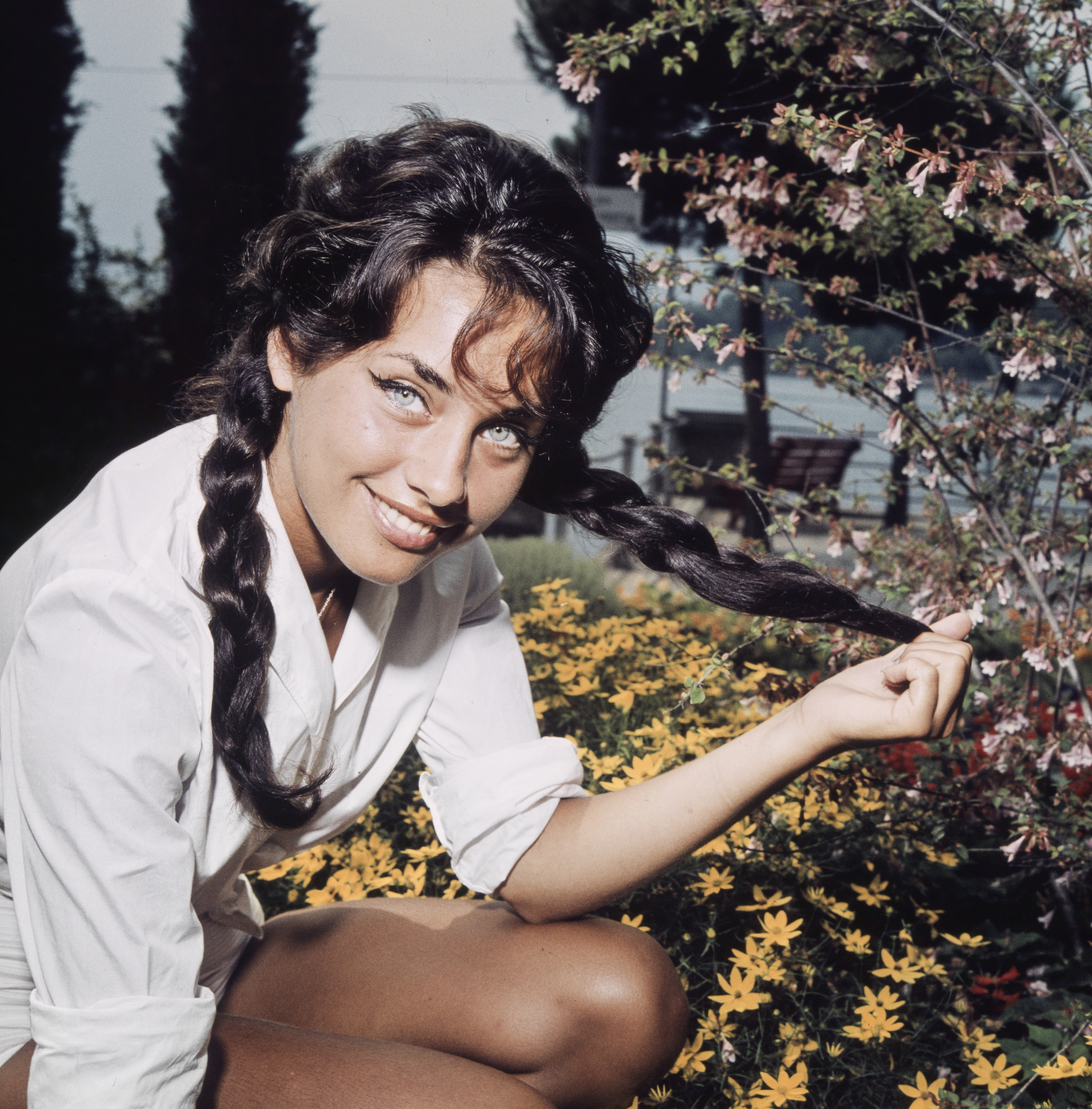
Vera Tschechowa, 1959
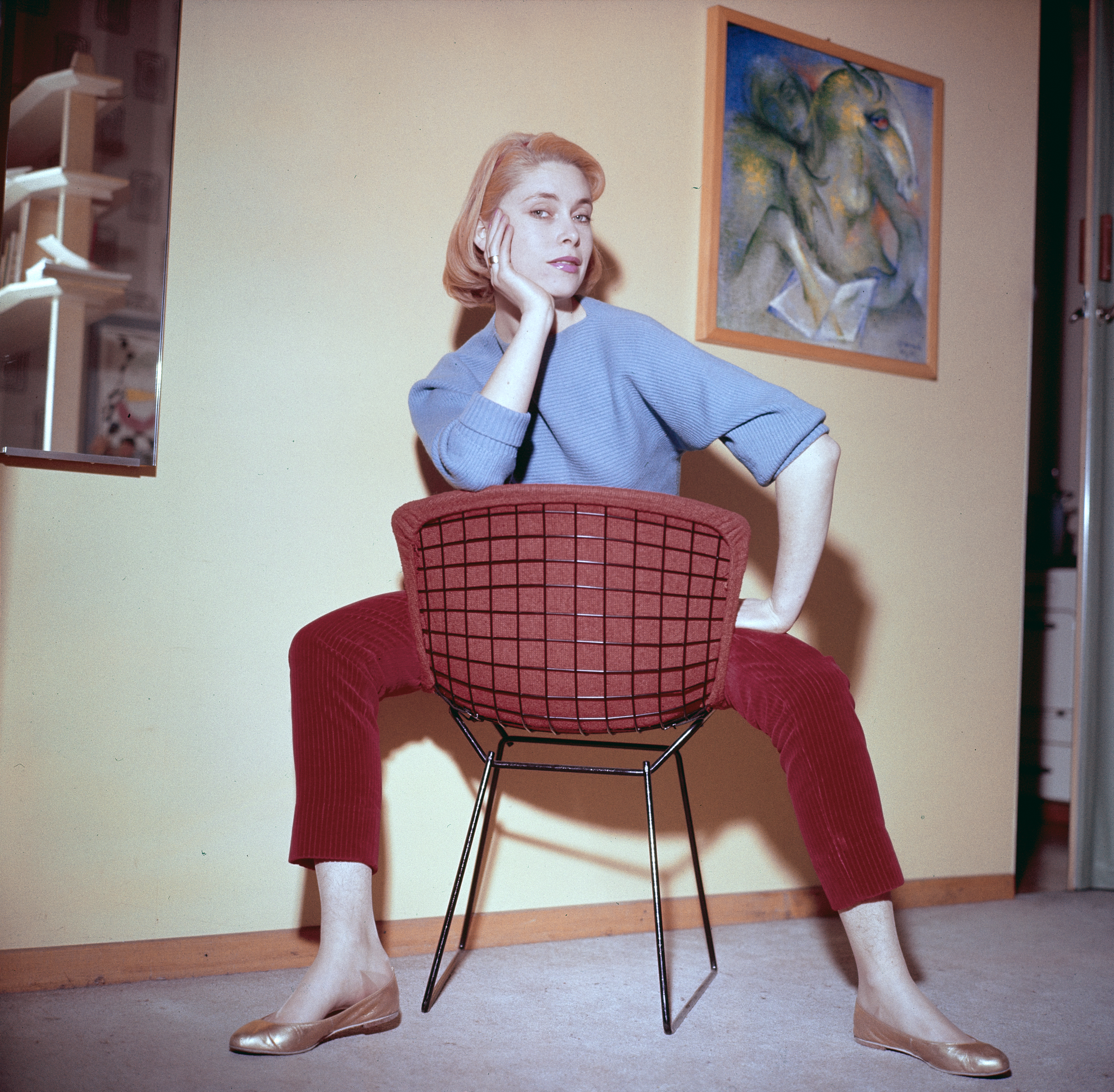
Gisela Tantau, 1958
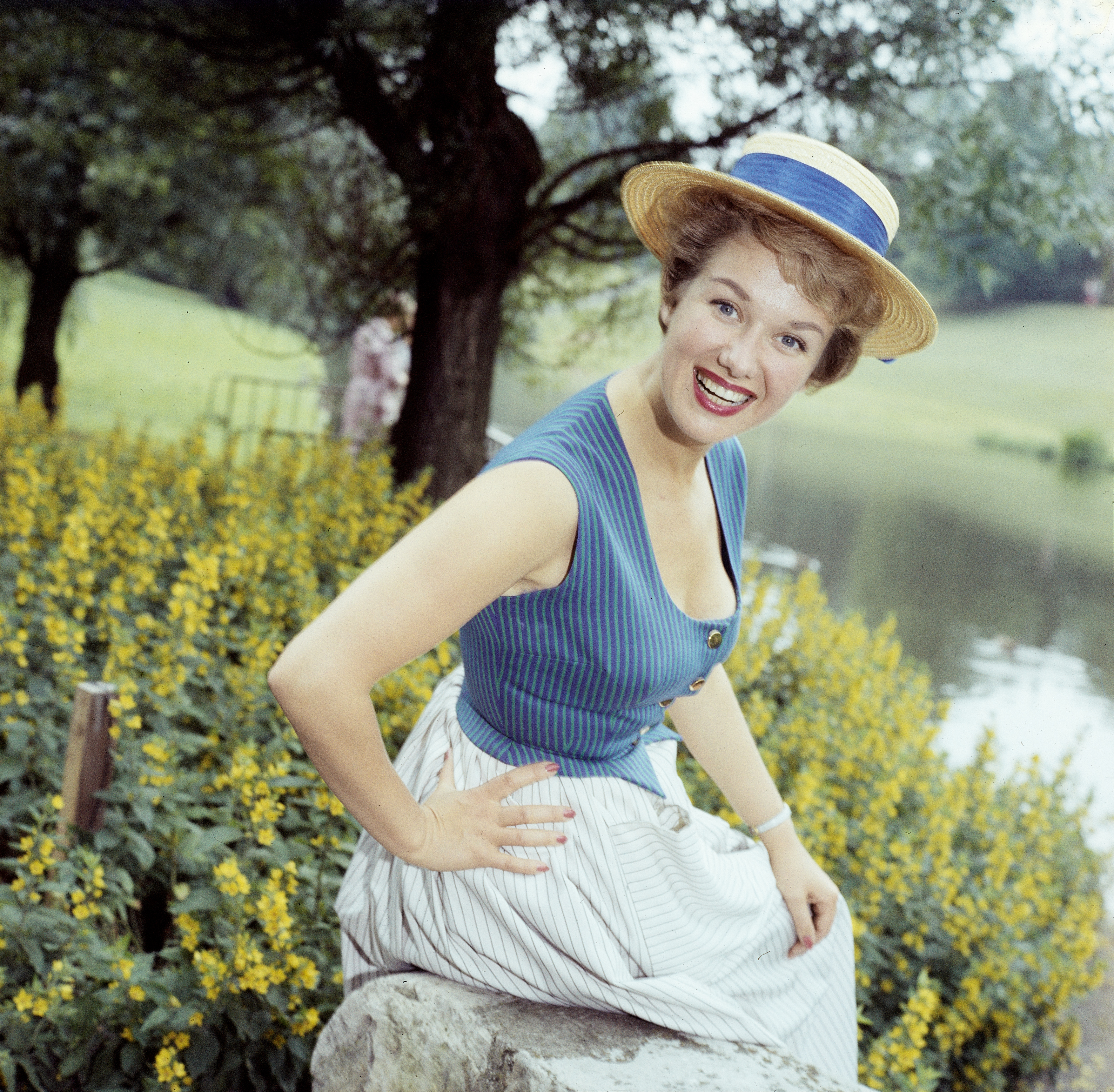
Maria Sebaldt, 1958
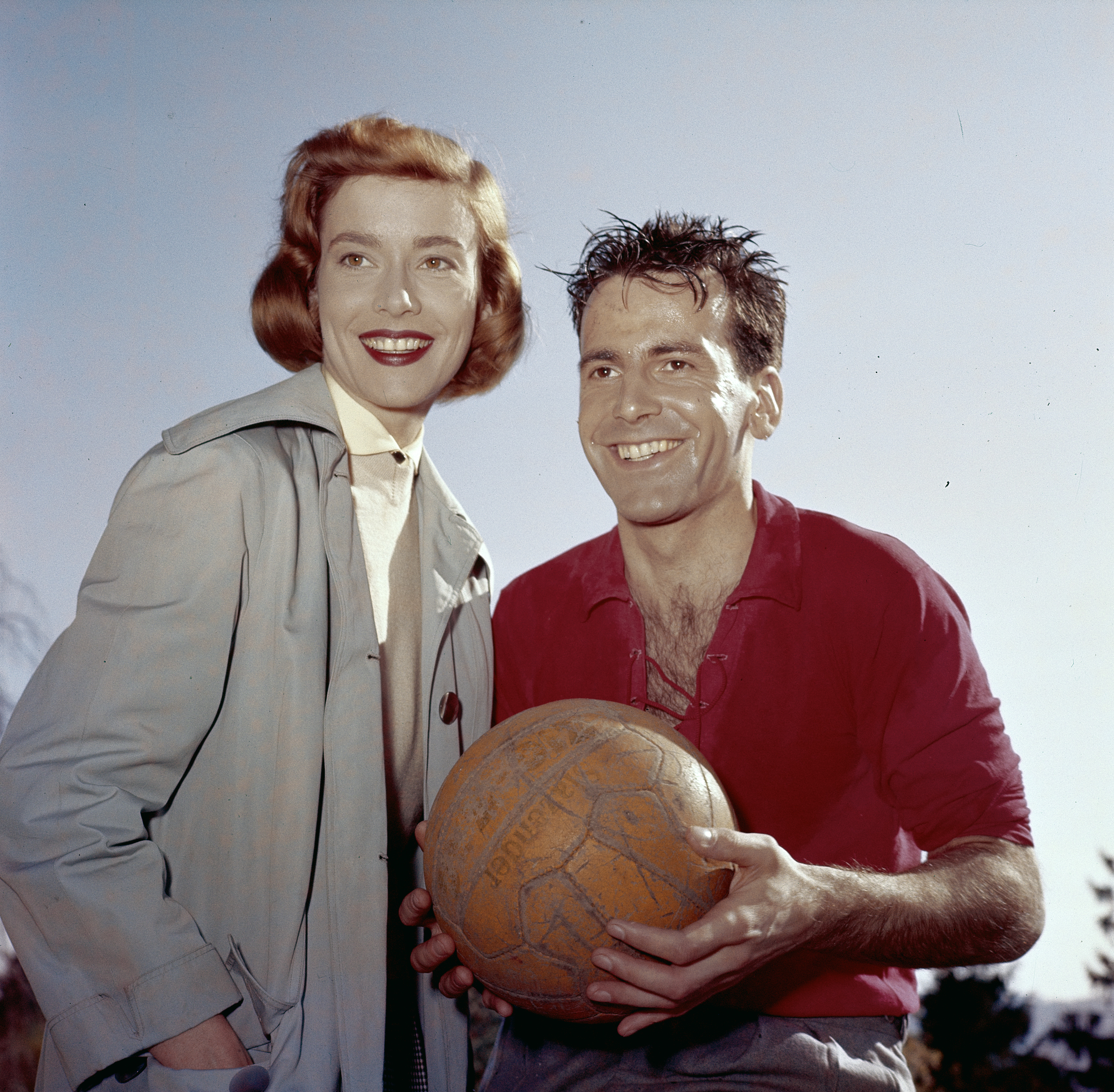
Aufnahme zum Film Taxichauffeur Bänz, Elisabeth Müller und Maximilian Schell, 1957
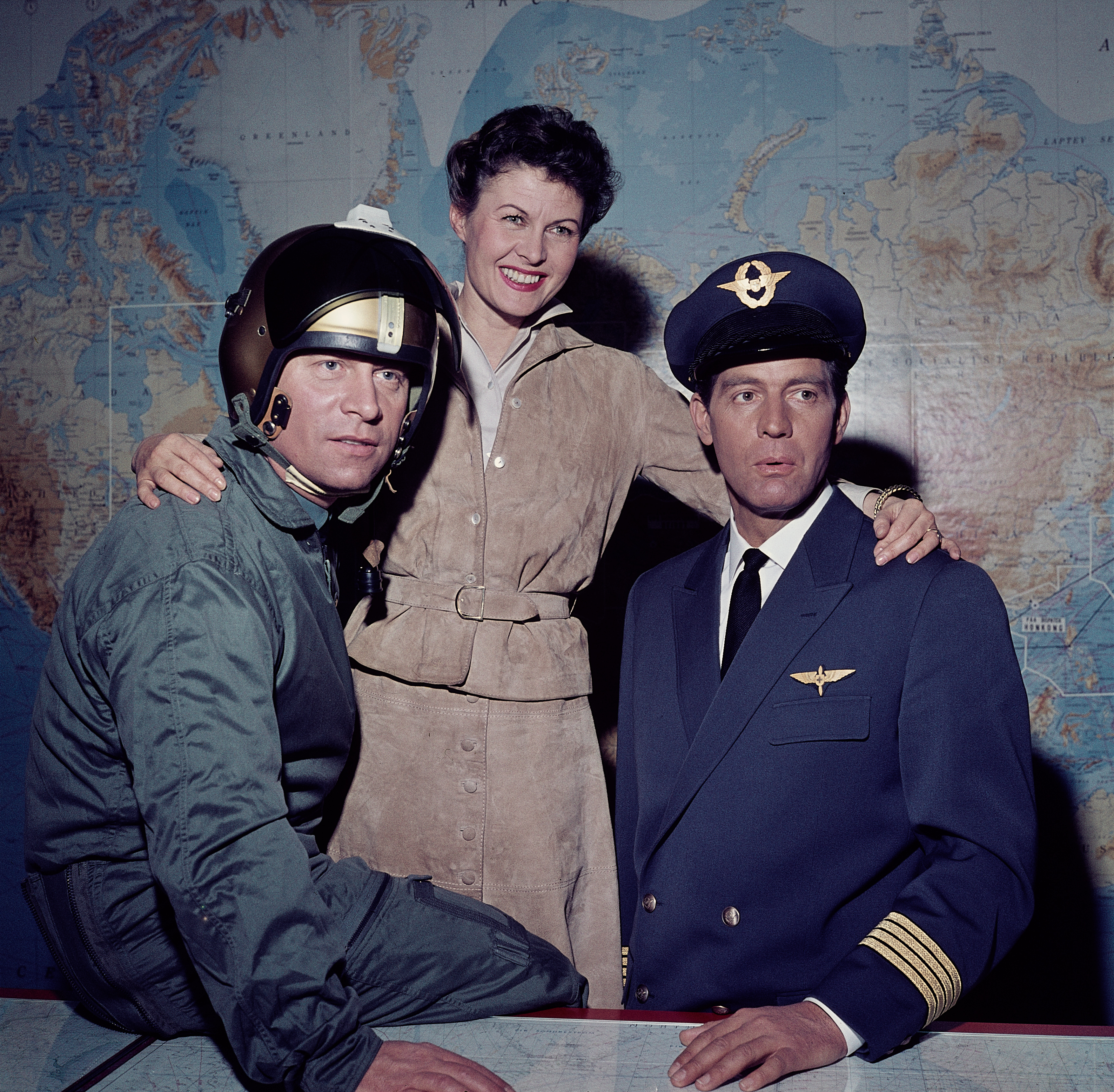
Robert Freitag, Anne-Marie Blanc und Paul Hubschmid, Condor-Fliegerfilm, 1959
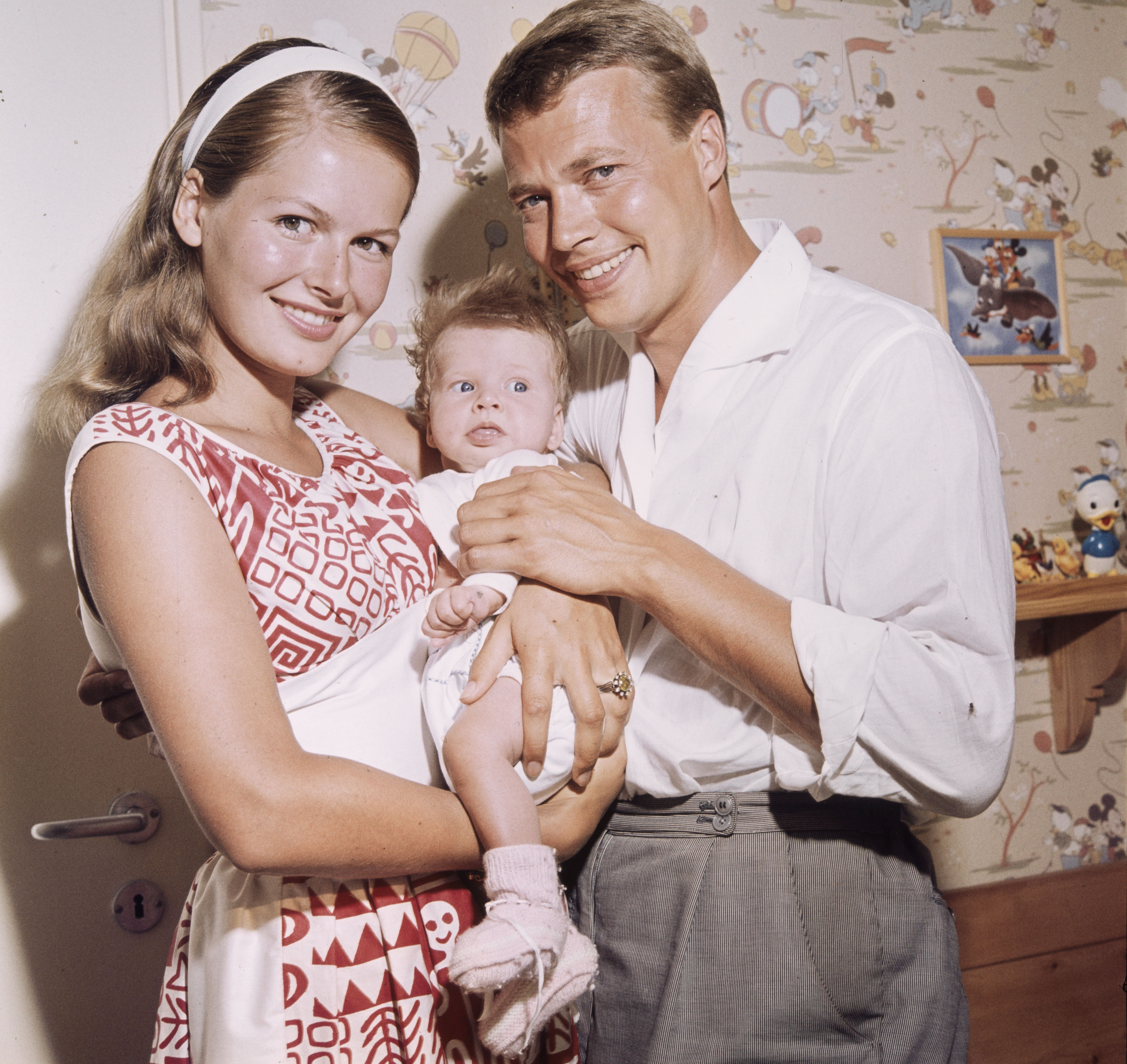
Gudula Blau, Karlheinz Böhm und Tochter Kristina Böhm, circa 1959
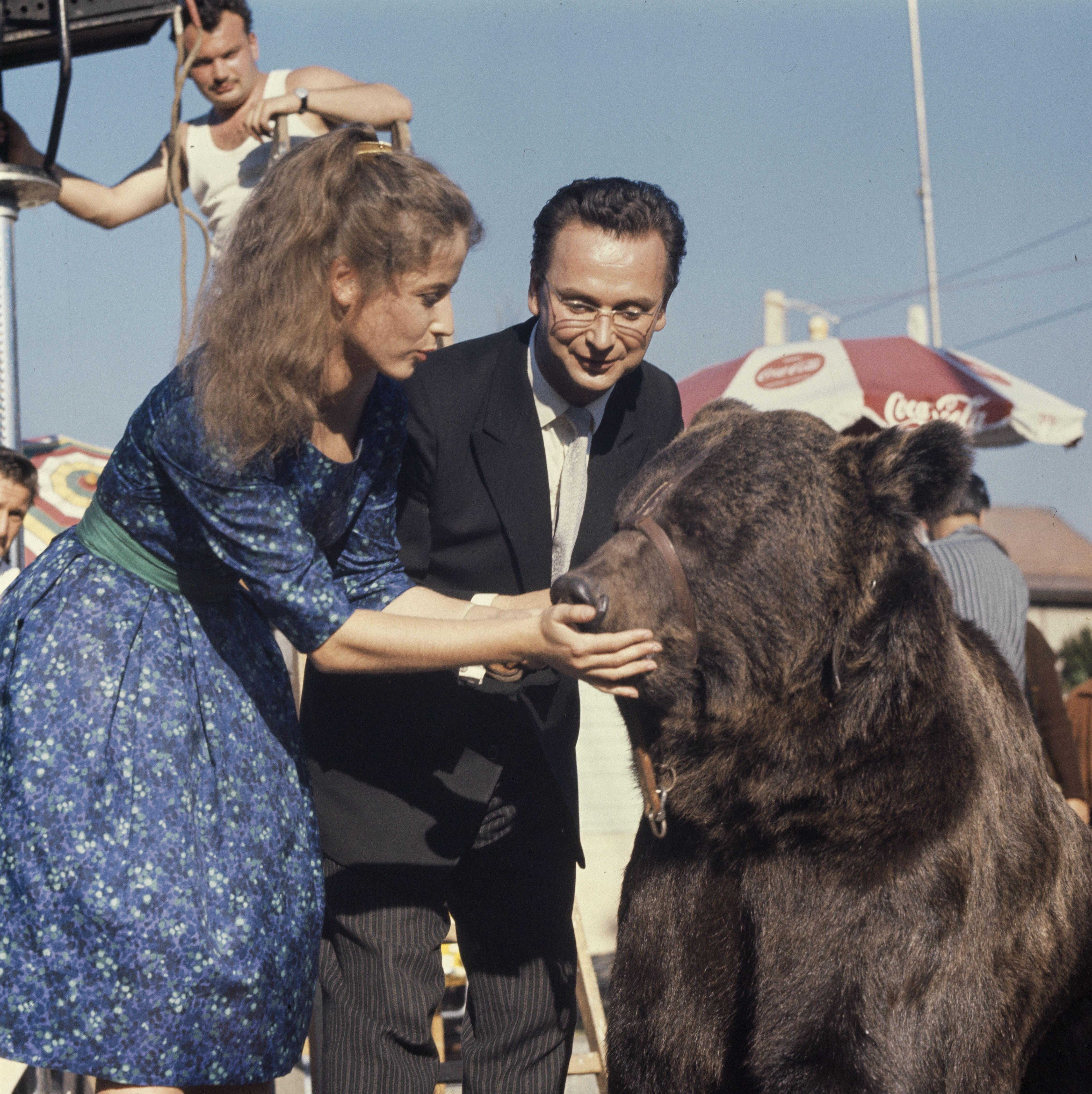
Verena Hallau, Walter Roderer und Bär im Film Der 42. Himmel von Kurt Früh, 1962
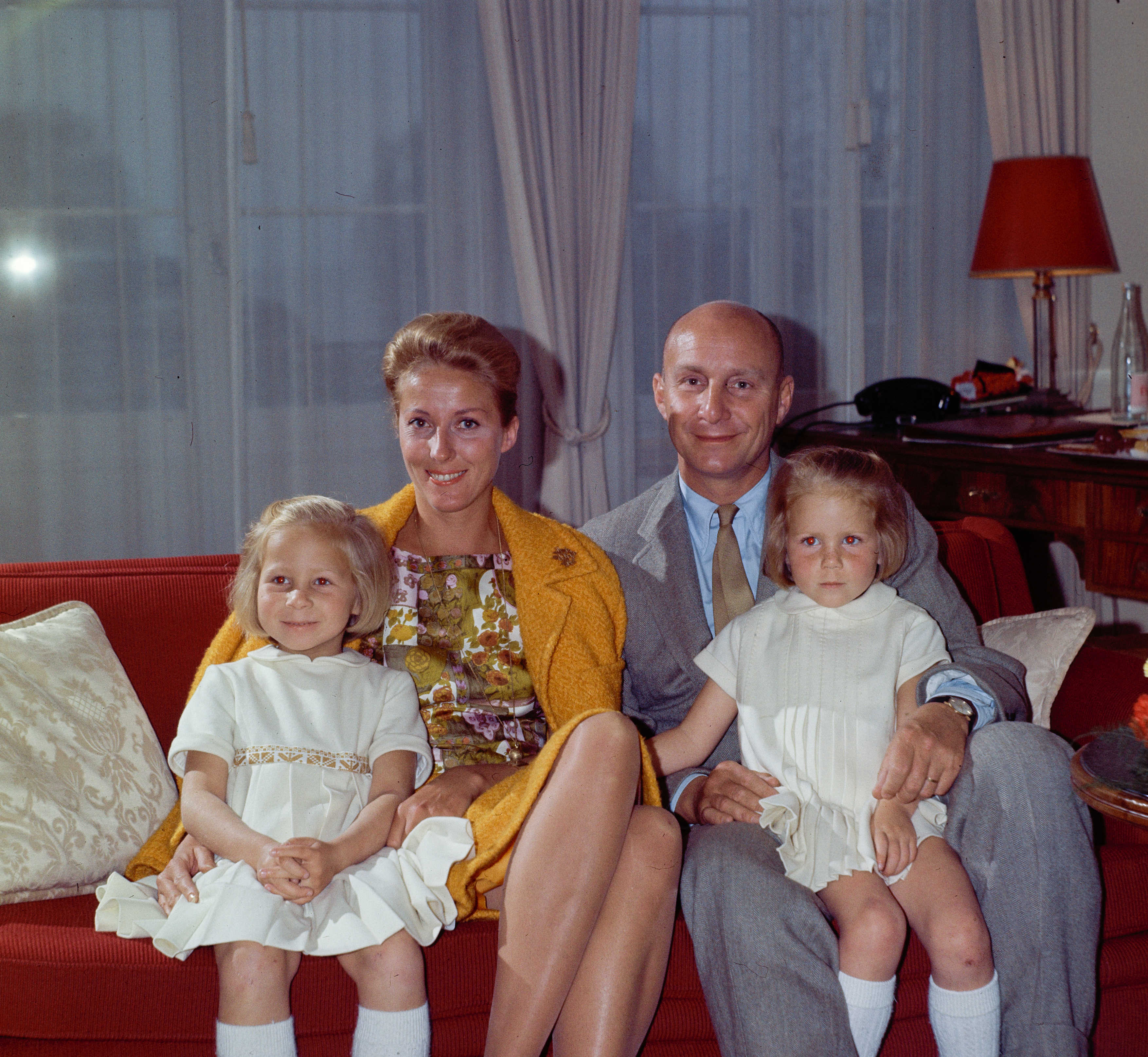
David Swift, Micheline Swift und Töchter Michelle und Wendon, 1964

## Reportagen
- 1955, 1959, 1966: Griechenland und Türkei
- 1957: Japan
- 1957: Kongo
- 1958, 1965: Spanien und Portugal
- 1958, 1960: Italien
- 1958: Südostasien, Hongkong, Bangkok
- 1959: Südafrika
- 1964: Irland
- 1964, 1967: USA und Kanada
- 1965: Niederlande
- 1966: England

Zahlreiche seiner Fotografien wurden als Cover-Bilder von Sie und Er und der Schweizer Illustrierten genutzt.

## Gruppenausstellungen
postum
- 2008: Fotografien aus dem Ringier Bildarchiv. EWZ-Unterwerk Selnau
- 2018: Aarau im Bild. Markthalle Färberplatz, Aarau
- 2020: Lisbeth Sachs. Architektin, Forscherin, Publizistin und das Kurtheater Baden. Glasfoyer Kurtheater, Baden